# Рабинович, Александр Семёнович
Александр Семёнович Рабинович (13 [25] февраля 1900 года, Петербург — 14 июня 1943 года, Новосибирск) — советский педагог, музыковед.

## Биография
Александр Семёнович Рабинович родился 25 февраля 1900 года в Петербурге.
Образование получал в нескольких учебных заведениях: c 1917 по 1918 год учился на историко-филологическом факультете Петербургского университета, музыкальное образование получил в Киеве в Музыкально-драматическом институте им. Лысенко, где учился в 1919-1921 годах по классу композиции Б. Л. Яворского, позднее брал уроки игры на фортепиано у пианиста Ф. М. Блуменфельда.  В 1924 году экстерном, как пианист, закончил Петроградскую консерваторию,  в 1926 году — Ленинградский институт истории искусств по специальности музыковедение у Бориса Владимировича Асафьева, в 1930 году — аспирантуру, также у Б. В. Асафьева.
По окончании учебы занимался педагогической деятельностью. С 1922 года преподавал историю музыки в музыкальных учебных заведениях Ленинграда, в 1931-1933 годах работал в Тбилиси. В 1933-1935 годах и в 1940-1941 годах работал в должности
и. о. профессора в Ленинградской консерватории.
В 1933-1940 годах заведовал сектором музыкальной культуры Государственного Эрмитажа, с 1940 года работал в Музее музыкальных инструментов Ленинградском государственном институте истории искусств. В годы Великой Отечественной войны, в 1941 году, работал в Ленинграде. Эвакуирован в 1942 году.
Брат А. С. Рабиновича, Николай Семенович Рабинович (1908 — 1972) — дирижер, педагог, профессор Ленинградской консерватории.
А. С. Рабинович скончался 14 июня 1943 года в Новосибирске.
Область научных интересов музыковеда Александра Семёновича Рабиновича — французская музыка, под его редакцией в 1933 году вышел русский перевод книги Ж. Б. Тьерсо «Песни и празднества французской революции»; история русского музыкального театра доглинкинского периода, советская бетховениана и др.

## Сочинения
- Романсы Бородина, в сборнике: Русский романс, М.-Л., 1930;
- Иосиф Гайдн, М., 1930, 1937;
- Музыкально-технологические дисциплины сегодня и завтра, "Советская музыка", 1934, No 6;
- Девятая симфония Бетховена, Л., 1936, 1946;
- Заметки о новых квартетах П. Рязанова и В. Брунса, "Советская музыка", 1935, No 11;
- Неизвестный вариант «Марсельезы» в русском нотном альбоме, в сб.: Очерки по истории и теории музыки, т. 2, Л., 1940;
- О некоторых неточностях в «Истории русской музыки», "Советская музыка", 1940, No 12;
- Чем примечательна русская опера до Глинки, в сборнике: "Советская музыка", вып. 6, М., 1946;
- Музыкальная эмблема Отечественной войны, "Советская музыка", 1946, No 7;
- Русская опера до Глинки, [вступ. статья Е. Даттель], М., 1948;
- Избранные статьи и материалы, [вступ. ст. Д. Д. Шостаковича], М., 1959;
- Бетховен, в сборнике.: Из истории советской бетховенианы, М., 1972.